# 日本国とオーストラリアとの間の友好協力基本条約

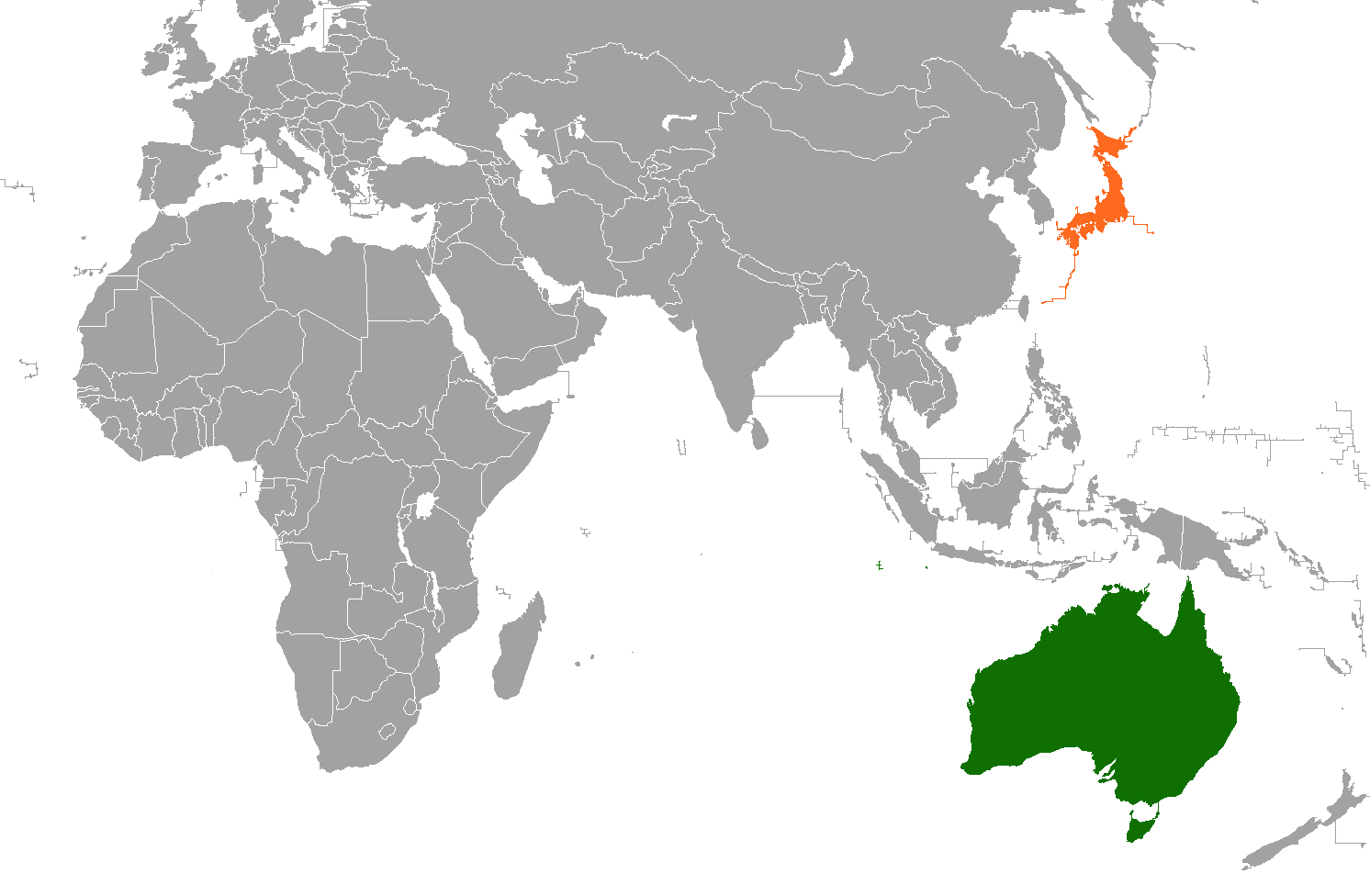
日本とオーストラリア

日本国とオーストラリアとの間の友好協力基本条約（にほんこくとオーストラリアとのあいだのゆうこうきょうりょくきほんじょうやく、英: Basic Treaty of Friendship and Cooperation）は、1976年6月16日に日本とオーストラリアの間に結ばれた条約。通称、オーストラリアとの友好協力基本条約、日豪友好協力基本条約、日豪基本条約、奈良条約(NARA Treaty)。両国間の友好と協力の関係を確認し、その関係の拡大強化を目的とする条約である。
締結当時の日本の首相は三木武夫、オーストラリアの首相はマルコム・フレーザー。
1960年代以降両国は貿易面での関係を深め、オーストリアは日本に鉄鉱石や石炭を、日本はオーストリアに機械や電気製品、自動車などを輸出していた。しかし、1970年代前半には鉄鉱石や牛肉、砂糖（日豪砂糖交渉参照）といった個別分野において深刻な経済摩擦が生じており、両国間の友好が根底から揺らぐことが危惧された。
友好協力基本条約の締結はこうした状況を打破しようとするものであり、1973年10月、ゴフ・ホイットラム首相（オーストラリア労働党）が来日した際に、ホイットラム首相は両国関係の基本的枠組みを定める「奈良条約」締結を提案、交渉開始が合意された。なお、NARA Treaty という通称は、ホイットラムが訪日中に奈良市を訪れたことに加え、Nippon-Australia Relations Agreement の意もある。
1974年11月に正式の第一回交渉が行われたが、交渉は長期化。1975年11月にホイットラム政権に代わったマルコム・フレーザー政権（オーストラリア自由党）によって、1976年6月16日に締結されるに至った。条約は、経済関係にとどまらない多方面での友好協力関係を深化させようとするものであった。